# Fotootpornik
Fotootpornik (eng. photoresistor ili light dependent resistor - LDR)  je otpornik, čiji se električni otpor smanjuje s povećanjem intenziteta ulazne svjetlosti. 
Fotootpornik se izrađuje od poluvodiča s velikim električnim otporom. Ako svjetlo padne na fotootpornik, s dovoljno velikom frekvencijom (granična frekvencija), poluvodič ce upiti fotone svjetlosti i izbaciti elektrone, koji stvaraju električnu struju, u zatvorenom strujnom krugu. 
Poluvodič može biti s primjesama ili bez. Poluvodiči bez primjesa imaju svoje vlastite nosioce naboja i nisu učinkoviti poluvodiči, kao na primjer silicij. Poluvodiči bez primjesa imaju dostupne elektrone samo u određenom energetskom području i zato fotoni moraju imati dovoljno energije da pobude elektrone u cijelom spektru. Poluvodiči s primjesama imaju nečistoce u sebi ili primjese, koji povećavaju provodljivost elektrona, tako da fotoni mogu izbaciti elektrone i s nižom energijom. Siliciju se obično dodaje fosfor, za povećanje električne provodljivosti.

## Primjene
Ima puno vrsta fotootpornika. Jeftine kadmij sulfid ćelije se mogu naći u puno različitih uređaja, kao što su kamere, ulične svjetiljke, radio satovi, alarmi i vanjski satovi. 
Olovni sulfid (PbS) i indij antimon (InSb) fotodiode se koriste za srednje infracrveno područje, germanij – bakar (Ge:Cu) fotodiode su najbolje za daleko infracrveno područje i koriste se u infracrvenoj astronomiji i infracrvenoj spektroskopiji.